# Параскева Драпшин
Параскева Драпшин (на сръбски: Параскева Драпшин) е игуменка на Язакски манастир от 1990 година.

## Биография
Pодена e на 20 март 1938 година в село Турия край Сърбобран. Чичо й е генерал Петър Драпшин, а дядо й е боец от Солун. Основното си образование получава в родния си град и в Сърбобран.
С благословението на епископа на Срем, г-н Никанор Иличич, през 1953 година, на 15-годишна възраст, идва в изоставения Язакски манастир на Фрушка гора. Не минало много време и нейната майка игумения Ангелина се присъединила към монашеството. Повече от десет години двете, заедно с още няколко монахини, живееха без ток и вода при практически нечовешки условия.
След пет години изпитание е постригана за монахини в Язакна 4 февруари 1958 година от Хвостанския епископ г-н Варнава Настич, като получава монашеското име Параскева.
След смъртта на игумения Ангелина Драпшин на 20 ноември 1990 година и с решение на епископа на Срем, г-н Василий Вадич, тя е назначена за игуменка, където управлява сестринството вече 33 години.
Благодарение на игумения Параскева през 1996 година вътрешността на манастира е основно обновена, включително боядисване и боядисване, реставрация на дървени мебели, реставрация на покрива и ремонт на пода. Бяха закупени два нови, излети и лакирани, месингови полиела. 
През 2003 годинa в църквата е поставена нова дограма, а през 2005 година покривът отново е покрит с мед. Реставрирани са също камбанарията, крепостният вал и оградата около манастира, а в портата е засадено пленително разнообразие от цветя и друга зеленина. Подходът към храма и пътеката около него, както и атриумът на приземния етаж са направени от каменни плочи и е изграден паркинг за автомобили и автобуси.